# Jeremy Irvine
Jeremy William Fredric Smith, ismertebb nevén Jeremy Irvine (Gamlingay, Cambridgeshire, 1990. június 18. –) angol színész.
2011-ben debütált színészként a Hadak útján című háborús filmben. A következő évben Philip "Pip" Pirripet formálta meg Charles Dickens klasszikus regényének 2012-es feldolgozásában. 2013-ban A háború démonjai című filmdrámában a Colin Firth által alakított főszereplő fiatalkori énjét játszotta. A szerep kedvéért Irvine éhezéssel tíz kilót fogyott és kaszkadőr nélkül vállalta el a kínzási jeleneteit. Ebben az évben elnyerte a Cannes-i fesztivál Chopard Trófeáját.
Egyéb filmjei közé tartozik A fekete ruhás nő 2. – A halál angyala (2015), a Milliárdos fiúk klubja (2018), a Mamma Mia! Sose hagyjuk abba (2018), valamint A professzor és az őrült (2019).
Fontosabb televíziós alakítása volt a 2019-ben bemutatott Treadstone című akció-drámasorozat, melyben főszerepet kapott.

## Filmográfia

### Film
| Év   | Magyar cím                             | Eredeti cím                        | Szerep                  | Magyar hang      |
| ---- | -------------------------------------- | ---------------------------------- | ----------------------- | ---------------- |
| 2011 | Hadak útján                            | War Horse                          | Albert Narracott        | Fehér Tibor      |
| 2012 | Most jó                                | Now Is Good                        | Adam                    | Czető Roland     |
| 2012 | Szép remények                          | Great Expectations                 | Philip "Pip" Pirrip     | Előd Álmos       |
| 2013 | A háború démonjai                      | The Railway Man                    | Eric Lomax fiatalon     | Markovics Tamás  |
| 2014 | Egy éjszaka az öreg Mexikóban          | A Night in Old Mexico              | Gally                   |                  |
| 2014 | A célkereszten túl                     | Beyond the Reach                   | Ben                     | Berzsenyi Márton |
| 2015 | A fekete ruhás nő 2. – A halál angyala | The Woman in Black: Angel of Death | Harry Burnstow          | Szabó Máté       |
| 2015 |                                        | The World Made Straight            | Travis Shelton          |                  |
| 2015 |                                        | The Bad Education Movie            | Atticus Hoye            |                  |
| 2015 |                                        | Stonewall                          | Danny Winters           |                  |
| 2016 |                                        | This Beautiful Fantastic           | Billy                   |                  |
| 2016 | Kitaszítva                             | Fallen                             | Daniel Grigori          |                  |
| 2018 | Milliárdos fiúk klubja                 | Billionaire Boys Club              | Kyle Biltmore           | Gacsal Ádám      |
| 2018 | Milliárdos fiúk klubja                 | Billionaire Boys Club              | Kyle Biltmore           | Moser Károly     |
| 2018 | Mamma Mia! Sose hagyjuk abba           | Mamma Mia! Here We Go Again        | Sam Carmichael fiatalon | Jéger Zsombor    |
| 2019 | Paradise Hills                         | Paradise Hills                     | Markus                  | Czető Roland     |
| 2019 | A professzor és az őrült               | The Professor and the Madman       | Charles Hall            |                  |
| 2019 | Megkésett kitüntetés                   | The Last Full Measure              | William H. Pitsenbarger | Moser Károly     |
| 2021 | Áldás                                  | Benediction                        | Ivor Novello            |                  |
| 2022 |                                        | This is Christmas                  | Simon                   |                  |
| 2023 | Baghead – Holtakkal suttogó            | Baghead                            | Neil                    | Fehér Tibor      |

### Televízió
| Év   | Cím                           | Szerep              | Megjegyzések                   |
| ---- | ----------------------------- | ------------------- | ------------------------------ |
| 2009 | Life Bites                    | Luke                | főszereplő (2. évad) 12 epizód |
| 2019 | Celebrity SAS: Who Dares Wins | önmaga              | 5 epizód                       |
| 2019 | Treadstone                    | J. Randolph Bentley | főszereplő (10 epizód)         |

## Fordítás
- Ez a szócikk részben vagy egészben  a   Jeremy Irvine című angol Wikipédia-szócikk fordításán alapul.  Az eredeti cikk szerkesztőit annak laptörténete sorolja fel. Ez a jelzés csupán a megfogalmazás eredetét és a szerzői jogokat jelzi, nem szolgál a cikkben szereplő információk forrásmegjelöléseként.